# Hrabstwo Wright (Minnesota)
Hrabstwo Wright (ang. Wright County) – hrabstwo w stanie Minnesota w Stanach Zjednoczonych. Hrabstwo zajmuje powierzchnię 1850 km². Według szacunków United States Census Bureau w roku 2010 liczyło 124 700 mieszkańców. Siedzibą administracyjną hrabstwa jest Buffalo.

## Miasta
- Albertville
- Annandale
- Buffalo
- Clearwater
- Cokato
- Dayton
- Delano
- Hanover
- Howard Lake
- Maple Lake
- Monticello
- Montrose
- Otsego
- Rockford
- Silver Creek (CDP)
- South Haven
- St. Michael
- Waverly